# Molí de Pere Borràs
El Molí de Pere Borràs és una obra de Tivissa (Ribera d'Ebre) inclosa a l'Inventari del Patrimoni Arquitectònic de Catalunya.

## Descripció
Es tracta d'un molí situat al terme municipal de Tivissa. El seu estat de conservació és mitjà. El parament està fet a partir de còdols de mesura irregular disposats de manera no uniforme; el resultat és un parament d'opus incertum.
L'obertura principal de la façana és d'arc de mig punt. Diversos maons plans ressegueixen l'estructura de l'arc i els brancals. Es conserva també l'obertura del càrcol, amb forma d'arc de mig punt una mica apuntat. Segurament la morfologia d'aquesta obertura es deu a la manera més aviat tosca en què ha estat confeccionada.
Abunda la vegetació, de manera que la conservació és més complex i a és s'accentua el procés de deterioració.